# Controverse Dordjé Shougdèn
Vous pouvez aider à l'améliorer ou bien discuter des problèmes sur sa page de discussion.
La controverse Dordjé Shougdèn est une dispute qui a eu lieu dans les années 1990 et au début des années 2000 autour du culte de cette divinité tantrique, culte qui fut désapprouvé publiquement par le 14e dalai-lama. Celui demanda en outre à ses adeptes de cesser la pratique de ce culte, menaçant ceux qui refusaient de le faire d'être expulsés des monastères et de ne plus pouvoir participer aux cérémonies,,.
À la demande de plusieurs lamas tibétains pratiquant le culte de Dordjé Shougdèn, Guéshé Kelsang Gyatso, fondateur de la communauté des adeptes de Shougdèn (Shugden Supporters Community ou SSC) adressa une lettre ouverte au dalaï-lama et, déclarant ne pas avoir reçu de réponse de sa part, il lança une campagne accusant le chef du gouvernement tibétain en exil de persécution religieuse et organisa des manifestations lors de sa visite au Royaume-Uni en 1996. À la suite de ces manifestations, par une lettre du monastère de Sera datant de 1996, Guéshé Kelsang fut radié de cet établissement.
Pour certains, cette controverse est une question d'ordre spirituel et la désapprobation du dalaï-lama une simple recommandation. Ainsi, pour l'écrivain Patrick French, le dalaï-lama a déconseillé l'adoration de Dordjé Shougdèn. Pour d'autres, il s'agit d'une manœuvre politique, d'une manifestation d'intolérance et d'une répression de la liberté religieuse de la part du quatorzième dalaï-lama.

## Origines
Selon Ursula Bernis, docteur en philosophie et pratiquante de Shougdèn, en mars 1996 le 14e dalaï-lama conseilla fortement à ses disciples de ne pas pratiquer le culte de Dordjé Shougdèn. Aussitôt, le gouvernement tibétain en exil promulgua son avis le transformant en un interdit total. La controverse qui concerne le culte de Dorjé Shugdén débuta en 1978 lorsque le 14e dalaï-lama, depuis son exil indien, commença à dénoncer ce culte, pratiqué alors en Inde, en Chine, en Mongolie, au Tibet, au Népal, et en Occident,.
En mars 1996, Helmut Gassner, ancien traducteur en allemand du dalaï-lama, pratiquant de Shougdèn et directeur du monastère de Tashi Rabten en Autriche,,, évoque en ces termes les premières mesures prises à l'encontre du culte:

« Au printemps 1996, des nouvelles nous arrivèrent d’Inde : lors d’enseignements à l’occasion de la nouvelle année tibétaine, Sa Sainteté le dalaï-lama se serait exprimée en des termes les plus sévères contre la pratique de Dordjé Shougdèn. La traduction officielle du Bureau du Tibet était: “Le culte de Dolgyal endommage grandement la cause tibétaine et met en danger la vie du dalai-lama”. Toute personne qui comprend la manière de penser des Tibétains comprend que ceci est un appel à la mobilisation de divers groupes de la population les uns contre les autres car pour la plupart des Tibétains, rien n’est plus important que la vie du dalaï-lama. Par conséquent toute personne désignée comme l’ennemi du dalaï-lama est automatiquement désignée comme traître et devient un hors-la-loi... »

Poursuivant, Helmut Gassner parle de la réaction inattendue des pratiquants du culte de Dordjé Shougdèn :

« La dureté du langage et des méthodes utilisées amènent à la conclusion que cette attaque éclair du gouvernement en exil avait pour intention d'éliminer son groupe cible de la surface visible de la société. Il ne s'attendait pas à ce qu'un tel nombre de personnes affectées se montrent à ce point loyales envers leurs enseignants et il a probablement sous-estimé la détermination de bon nombre d'entre eux à rester fidèles aux convictions religieuses de leurs ancêtres au point de subir un ostracisme social total. Par conséquent, la controverse devint de plus en plus publique et il fallut la justifier. Ce qui s'est par contre avéré difficile. »

La Western Shugden Society affirme que selon le dalaï-lama, Dordjé Shougdèn serait en désaccord avec les protecteurs approuvés par le gouvernement tibétain en exil :

« Que ce soit hors du Tibet ou dans le Tibet, la discorde règne entre cette déité et [les déités du gouvernement] [...], ce qui est grave dans le contexte de la cause commune du Tibet. C'est pourquoi, au risque de vous le rappeler à nouveau, il y en a qui font semblant de ne pas l'avoir entendu. [...] (Ce serait bien si vous pouviez tenir compte de ce que [nous] disons sans que nous ayons à en venir à cette dernière extrémité). Ce sera le dernier recours si [nous] avons à frapper à des portes. »

Dans une interview donnée à l'hebdomadaire Newsweek en avril 1997, après le triple meurtre de Dharamsala, le dalaï-lama exprimait ses préoccupations à l'égard du culte de Dordjé Shougdèn en ces termes : « Ce culte détruit la liberté de pensée religieuse »
À la question de savoir s'il avait été débattu de Dordjé Shougdèn au parlement tibétain, le député tibétain, Tsultrim Tenzin, interrogé par la chaîne de télévision Al Jazeera en 2008, répondit ceci :

« Il n'y a pas eu de discussion. S'il y avait eu une quelconque opposition, alors il y aurait eu des discussions, mais il n'y a pas eu d'opposition. Nous ne mettons pas en doute les décisions du dalaï-lama. Nous ne pensons pas qu'il soit un être humain. Il est un être humain suprême et il est un dieu, il est Avalokiteshvara, il n'a pas d'intérêt personnel, il pense toujours aux autres. Tout le monde est content. Notre système est 'tout le monde est content'. Il y a de la démocratie, une pleine démocratie. Chacun peut faire l'expérience qu'il souhaite. »

La dispute prit une dimension internationale dans les années 1990 lorsque des pratiquants tibétains de Dordjé Shougdèn demandèrent à Guéshe Kelsang Gyatso, fondateur de la NKT (Nouvelle Tradition Kadampa), de les aider. Ce dernier écrivit alors une lettre ouverte au dalaï-lama, laquelle resta sans réponse. Il créa en conséquence la Société des partisans de Shougdèn (Shugden Supporter Society ou SSC), qui organisa des manifestations et des campagnes médiatiques durant les tournées d'enseignement du dalaï-lama en Europe et aux États-Unis. La Société des partisans de Shougdèn affirme que le dalaï-lama et son gouvernement ont toujours refusé de répondre à leurs demandes de dialogue sur le sujet et que le gouvernement tibétain en exil a simplement discrédité l'opposition.
Selon le tibétologue Samten G. Karmay, le culte de Dordjé Shougdèn a toujours été controversé, et fait l'objet d'une interdiction en raison de sa vocation sectaire. Ce culte fut l'emblème de mouvements intégristes au sein des guélougpas au XXe siècle.
Selon l'historien Patrick French, le dalaï-lama a déconseillé l'adoration de Dordjé Shougdèn.
Selon TibetInfoNet, le dalaï-lama n'aurait fait que suggérer un référendum sur la question des expulsions qui auraient été votées à la majorité par les autorités du monastères de Sera.
Dans un reportage d'Envoyé spécial diffusé sur France 2 le 9 octobre 2008, le dalaï-lama déclare : « Je n’ai jamais donné d’ordre pour écarter les adeptes de Shugden. Rien n'est venu d’en haut. Ce sont les abbés qui décident de ces expulsions. ».
En janvier 2012, le mouvement Shougdèn est qualifié de groupe anti-dalaï-lama par les services secrets indiens.

## La controverse
La Société des partisans de Shougdèn a écrit une lettre ouverte au dalaï-lama, en date du 12 avril 2008:

« Nous, la Société des partisans de Shougdèn, vous demandons d'accomplir 4 choses :

1. Laisser la liberté de vénérer Dordjé Shougdèn à quiconque souhaite s'en remettre à cette déité.

2. Arrêter complètement la discrimination entre les pratiquants de Shougdèn et les non-pratiquants.

3. Permettre à tous les moines et nonnes Shougdèn qui ont été expulsés de leur monastère de retourner dans leur monastère où ils devront bénéficier des mêmes droits matériels et spirituels que les non-pratiquants.

4. Dire par écrit à la communauté tibétaine dans le monde entier qu'elle doit mettre en application les trois points ci-dessus. »

La lettre étant restée sans réponse, les manifestations ont recommencé. Helen Gradwell, alias Kelsang Pema, nonne bouddhiste assistante de Kelsang Gyatso et membre de la Société des partisans de Shougdèn, explique pourquoi dans un article du Philadelphia Daily News en date 29 juillet 2008:

« Le dalaï-lama s'est récemment rendu à Philadelphie pour parler de liberté religieuse et des droits de l'homme. Que c'était ironique de voir qu'à l'extérieur du Kimmerl Center où il parlait, des centaines de bouddhistes protestaient contre lui pour avoir restreint la liberté religieuse.
Le dalaï-lama a condamné cette prière bouddhiste, vieille de 400 ans, qu'il a lui-même utilisée jusqu'à ses 50 ans. Les actions discriminatoires du dalaï-lama se sont accélérées cette année où il a donné son aval au lancement d'une campagne agressive contre cette pratique. Le résultat a été l'expulsion immédiate de 900 moines et nonnes de leur monastère.
Pour cette raison nous protestons à Philadelphie cette semaine et nous allons continuer à le faire dans le monde entier, où que le dalaï-lama se produise. »

Selon dorjeshugden.com, depuis 2008, les pratiquants de Dordjé Shougdèn en Inde se mobilisent pour établir des monastères indépendants du gouvernement tibétain afin de pouvoir pratiquer librement leur conviction religieuse, sans être soumis à l'interdiction du gouvernement tibétain.
En janvier 2010, Gaden Trisur Rinpoche Jetsun Lungrik Namgyal, le 101e Ganden Tripa (Le Gandèn Tripa est le dirigeant et la plus haute autorité religieuse de l'école guélougpa) a, au terme de son mandat, quitté le monastère auquel il était affilié (Gadèn Shartsé) pour rejoindre un des monastères fondés par les pratiquants de Dordjé Shougdèn en Inde (le monastère de Shar Gandèn). Ces monastères sont indépendants du gouvernement tibétain. Avec la réincarnation officielle de Trijang Rinpoché et Dromo Guéshé Rinpoché, cela fait trois des lamas les plus influents et les plus haut placés de la tradition Guélougpa qui ont officiellement rejoint les monastères fondés par les pratiquants de Dordjé Shougdèn en Inde.

## Conséquences de l'interdiction du culte de Dordjé Shougdèn

### Dans les communautés tibétaines
Selon le journaliste marxiste Brendan O'Neill (en), en 1998, deux ans après que le dalaï-lama eut décrit Dordjé Shugden comme « maléfique » et ordonné aux monastères de répertorier les noms des bouddhistes désobéissants qui continuaient à le vénérer, un avocat des droits de l'homme, PK Dey, réunit 300 témoignages de Tibétains en exil en Inde ayant été soit menacés, soit attaqués pour ne pas s'être conformés aux ordres du dalaï-lama :

« Ceux vénérant Shougdèn sont victimes d'importantes persécutions. Cela a lieu non pas dans des endroits spécifiques du pays mais partout où il y a des Tibétains. »

En particulier, l'interdiction a eu les conséquences suivantes (c.f. "People & Power - The Dalai Lama: The devil within", Aljazeera) :
- Moines et nonnes n'ont pas le droit de pratiquer le culte de Dordjé Shougdèn[26].
- À moins de se conformer à l'interdiction, les moines et nonnes sont expulsés de leur monastère.
- Des milliers de pratiquants tibétains laïcs de Dordjé Shougdèn sont forcés d'abandonner leur pratique sous peine de perdre le soutien de leur gouvernement et sont victimes d'humiliations et d'intimidations publiques.
- Ceux qui refusent d'abandonner leur pratique perdent leur travail, leurs enfants sont expulsés des écoles et des documents de voyage ne leur sont pas délivrés par le gouvernement tibétain.
- Des statues ont été brisées, des temples détruits, des livres brûlés, des maisons de pratiquants attaquées et des menaces de mort proférées.
- Les pratiquants de Dordjé Shougdèn se voient interdire l'accès aux centres de soins[27].

Dans un article paru en juin 2008, Michael Backman (en) dit :

« Les adeptes de Shougdèn affirment que le dalaï-lama a profité de la lame de fond mondiale de soutien qui a accompagné les protestations autour de la flamme olympique cette année, pour les attaquer. Ils affirment que sur ses ordres, des centaines de moines pro-Shougdèn ont été expulsés de monastères bouddhistes tibétains, principalement en Inde, les laissant privés de soutien financier et d'abris. Ils affirment maintenant que c'est le dalaï-lama qui viole les droits de l'homme en ce qui concerne la liberté de culte. »

La chaine de télévision Al Jazeera a envoyé des journalistes en Inde pour enquêter sur l'interdiction et les persécutions. Selon son reportage du 2 octobre 2008 :

« Le dalaï-lama a imposé l'interdiction du culte d'une déité vieille de 500 ans nommée Dordjé Shougdèn. L'interdiction a créé des tensions et des discordes parmi le million de Tibétains vivant en Inde et en mai, 400 moines furent expulsés de monastères à cause de leurs convictions religieuses. Dans les camps de réfugiés tibétains, les pratiquants de Dordjé Shougdèn se voient refuser l'accès aux emplois, aux magasins et aux écoles. Des affiches avec le message "Pas de pratiquants de Dordjé Shougdèn" couvrent les façades d'hôpitaux et de magasins. La tension a été exacerbée par le gouvernement tibétain en exil qui qualifie les adeptes du culte de Dordjé Shougdèn de terroristes étroitement liés à la Chine. Les pratiquants du culte de Dordjé Shougdèn en Inde ont décidé de prendre les choses en main en traînant le dalaï-lama en justice pour discrimination religieuse. »

La chaine de télévision youtube TibetanPublicTalk liée à Dordjé Shougdèn a diffusé ce qu'elle présente comme des témoignages de Tibétains victimes des discriminations. Par exemple, Mme Chozom affirme :

« Je suis arrivée à Dharamsala avec 20 autres femmes, beaucoup d'entre nous venant de la région de Chatring. Lorsque nous sommes arrivées, l'administration en exil nous a conviées à une audience avec les personnes venant du Tibet. Un membre du personnel nous a demandé, à moi et mes amis, si nous souhaitions voir S.S. Le Dalai Lama, et j'ai répondu "oui, bien sur". Il nous a alors demandé de quelle région du Tibet nous venions. J'ai répondu "Kham Chatring", il m'a alors demandé si nous étions adeptes de Dordjé Shougdèn. J'ai répondu "Oui. Mes parents étaient adeptes de Dordjé Shougdèn et je compte bien conseiller à mes enfants de pratiquer également." Il m'a alors dit  qu'il ne me délivrerait pas la carte d'identité, ne me permettant ainsi pas de voir S.S. Le Dalai Lama. Ils nous ont expulsées du bureau et mis dans une pièce un jour entier sans eau ni nourriture [...]. »

Le 21 mars 2014, le parlement tibétain en exil a proclamé une résolution contre la communauté des pratiquants de Shougdèn. Cette résolution stipule que :

« Dolgyal (Shougdèn) est considéré comme un esprit malfaisant par les adeptes du Dalai Lama, à la fois pour les intérêts spirituels et politiques du Tibet. Le parlement en exil reconnait que les adeptes de Shougdèn, corrompus par l’appât du gain, servent d'outils politique afin de créer la discorde dans la communauté tibétaine et de critiquer le Dalai Lama par des accusations non fondées. »

### Dans le reste du monde
Les centres bouddhistes occidentaux liés au dalaï-lama ont également signé des déclarations promettant de ne pas s'engager dans la pratique de Dordjé Shougdèn ni d'accepter dans leurs centres des pratiquants du culte de Dordjé Shougdèn. Dans le manuel de la Fondation pour la préservation de la tradition du Mahayana (FPMT), Lama Zopa Rinpoché déclare :

« Tous ceux qui offrent leurs services ou qui enseignent dans les centres FPMT sont tenus de suivre le conseil de Sa Sainteté le dalaï-lama. Par exemple, Sa Sainteté le dalaï-lama a interdit la pratique du soi-disant protecteur Do Gyel (Shougdèn), alors les enseignants ou autres personnes associées à la FPMT ne doivent pas s'engager dans cette pratique. »

Ceci s'étend également à l'ordination. Sur le site internet du IMI/FPMT, les étudiants envisageant l'ordination ne doivent « PAS être des pratiquants de Shougdèn ».
Lama Zopa dit ceci en parlant de lui et de son enseignant Lama Yeshe, le fondateur du FPMT:

« Bien sûr, Lama et moi pratiquions Dordjé Shugdèn durant de nombreuses années. C'était toujours la chose principale que les lamas faisaient à chaque fois qu'il y avait des problèmes à surmonter. Au début de chaque cours Kopan, Lama faisait toujours une pratique de Shougdèn pour éliminer les obstacles. »

Dans une lettre où Yeshe Sangye, un pratiquant senior de la FPMT, rompt un silence de 20 ans, il explique comment le soutien de la FPMT pour la « cause politique » de la lutte contre la pratique de Dorjé Shougdèn est dommageable et source de problème, non seulement pour les pratiquants de Dorjé Shugdèn, mais également pour les étudiants de la FPMT eux-mêmes.

### Assignation en justice du dalaï-lama rejetée par la justice indienne
Le dalaï-lama a été assigné en justice devant la Haute Cour de Delhi par Lobsang Yeshi Jampal Gyatso, l'un des deux 13e Kundeling Rinpoché et la Shugden Society pour violation de la constitution indienne et violation des droits de l'homme,. Après deux reports, le procès devait se dérouler le 9 décembre 2008. Le 5 avril 2010, le juge S. Muralidhar a rejeté la plainte estimant que les allégations de violence et de harcèlement étaient vagues et ne sont pas recevables en justice selon l’article 226 de la Constitution et que la question posée ne relevait pas du droit public, mettant ainsi fin à cette demande. Il a conclu que les « questions de religion et les différences entre les groupes au sujet de propitiation de la religion ne peuvent être tranchées par une Haute Cour de Justice dans l'exercice de sa compétence ».

## Arguments des pratiquants

### La liberté religieuse
Selon les pratiquants de Dorjé Shougden s'exprimant par l'entremise d'associations comme la Western Shugden Society (Union des pratiquants occidentaux de Shougdèn):

« Le dalaï-lama interfère avec la liberté religieuse en imposant une interdiction du culte de Dordjé Shougdèn et en menant une campagne d’intimidation, d’humiliation et d’ostracisme envers les personnes ne se conformant pas à cette interdiction. »

L'article 10 de la Charte des Tibétains en exil promulguée par le dalaï-lama dispose que

« Toutes les religions sont égales devant la loi. Tout Tibétain a le droit à la liberté de pensée, de conscience et de religion. Les droits religieux comportent la liberté de croire, d'être initié à des traditions religieuses, pratiquer conformément à l'engagement religieux, comme prêcher et vénérer toute religion, seul ou au sein d'une communauté. »

### L'oracle d'État du Tibet
Dans un discours prononcé devant la Fondation Naumann en 1999, Helmut Gassner envisage une autre explication à cette interdiction :

« Le majordome du dalaï-lama, Kungo Phala, fut mon invité dans ma demeure à Feldkirch à plusieurs reprises. C'est lui qui en 1959 organisa la fuite de Sa Sainteté de son palais d'été Norbulingka. Il m'en a parfois parlé. Les préparatifs de fuite avaient été faits dans le plus grand secret et avaient strictement suivi les indications reçues de Dordjé Shougdèn. Il dit que tout s'est passé exactement comme l'oracle de Dordjé Shougdèn du monastère de Panglung l'avait prédit. C'est grâce à l'intervention décisive de Phala que toute la famille du dalaï-lama réussit à s'exiler. »

Et Helmut Gassner de préciser :

« L'oracle traditionnel de l'État tibétain est depuis des générations rongé par la jalousie à l'égard de Dordjé Shougdèn. Selon tous les témoins fiables que je connais et que j'ai consultés, l'oracle d'État n'a fourni aucune aide à cette occasion. Après la fuite du dalaï-lama et de sa suite, l'oracle d'État ne se rendit compte que le lendemain qu'il avait été laissé sur place. Une fois en exil, son rôle perdit de sa prééminence jusqu'au début des années 1970 où l'oracle commença discrètement à convaincre le dalaï-lama qu'il devrait prendre ses distances d'avec Dordjé Shougdèn. En d'autres termes, le niveau actuel de la diffamation de Dordjé Shougdèn n'est pas venu du dalaï-lama mais de l'oracle d'État qui, dans ses prophéties durant 25 ans, a rendu Dordjé Shougdèn responsable de toutes les tragédies qui se sont abattues sur le Tibet et les Tibétains. »

## Arguments de tierces parties
Dans son livre The Tibetan Independence Movement: Political, Religious and Gandhian Perspectives, Jane Ardley déclare :

« Il est évident que c'est le rôle du dalai-lama en tant qu'autorité spirituelle ultime qui entrave toute démocratisation politique. En partant du principe qu'il détient l'autorité morale voulue sur le plan spirituel, tout défi à son autorité politique peut être interprété comme anti-religieux. »

Reprenant cette citation, Brendan O'Neill ajoute pour sa part:

« En élevant le dalaï-lama à la position de représentant incontestable du peuple tibétain, les militants pro-tibétains contribuent à étouffer « toute possibilité d'opposition ainsi que l'expression d'opinions différentes » — l'âme même de la démocratie. »

Jane Ardley écrit également:

« Le dalaï-lama, en tant que dirigeant politique des Tibétains, a eu tort d'interdire à ses fonctionnaires de participer à un culte religieux particulier, quelque indésirable qu'il soit. Par contre, étant donné que les deux concepts (religieux et politique) demeurent entrelacés dans la perception actuelle du Tibet, une controverse religieuse était vue comme une menace à l'unité politique... Le dalaï-lama a utilisé son autorité politique pour traiter ce qui était et qui aurait dû rester une question purement religieuse. Un État tibétain laïque aurait pu éviter cela,. »

## Arguments des opposants

### Accusation de collusion avec la Chine populaire
Selon Ursula Bernis, les autorités chinoises se sont saisies de la controverse dès 1996 dans le but de diviser. Un article, publié en 1996 par le journal officiel chinois China's Tibet, qualifie Shougdèn d'« esprit saint », « de gardien du bouddhisme tibétain », et critique le dalaï-lama,.
Par ailleurs, Ursula Bernis, se référant à un essai de Jamyang Norbu datant de 1990, écrit :

« Mais la société tibétaine aujourd'hui semble tout aussi intolérante à l'égard des oppositions internes que les Chinois. Des allégations d'ingérence chinoise sont largement utilisées par les Tibétains comme prétexte pour faire taire toute opposition
. »

Selon un reportage de France24, plus qu'une divergence spirituelle, cette affaire est un enjeu politique. Les Shougdèns sont ouvertement accusés par des proches du dalaï-lama de soutenir la Chine et de trahir la cause tibétaine.
Selon le Centre tibétain pour les droits de l'homme et la démocratie, en 1999, pour imposer aux moines du monastère de Gangchen le respect à son égard et l'obligation de la pratique du culte de Shougdèn, Gangchen Tulku Rinpoché (it), un lama adepte de Shougdèn, aurait demandé l'appui de représentants des autorités de la république populaire de Chine, lesquels auraient menacé les moines d'emprisonnement.
Selon le site TibetInfoNet, Phuntsok Wangyal, dans une lettre adressée en 2007 au président Hu Jintao, critique les cadres du Parti communiste chinois qui, rivalisant pour soutenir les adeptes de Dordjé Shougdèn, « gagnent leur vie, sont promus et s'enrichissent en s'opposant au séparatisme »,.
Le 3 octobre 2007, le Gouvernement tibétain en exil a affirmé que « dans le but de miner la paix et l'harmonie entre les Tibétains, la Chine fournissait un soutien politique et financier aux fidèles de Shougdèn au Tibet (..) et dans le monde » et le Premier ministre du Gouvernement tibétain en exil a, quant à lui, affirmé que les adeptes de Shougdèn étaient avant tout des ennemis politiques, des ennemis de l'intérieur.
Selon un article de TibetInfoNet publié en mai 2008, les autorités de la république populaire de Chine soutiendraient financièrement les groupes Shougdèn. Les lamas qui assistent à des conférences parrainées par l'État sur le bouddhisme ou la culture tibétaine et l'histoire, en RPC, sont des adeptes anciens de Shougdèn. Les lamas enseignants qui entourent Gyaltsen Norbu, le candidat choisi par les autorités chinoises pour succéder au 10e Panchen Lama, sont liés à Shougdèn. L'arrestation et la condamnation par les autorités chinoises de Tenzin Delek Rinpoché en 2002 sont liées à la controverse sur le culte de Shougdèn.
Sur la chaîne d'information Al Jazeera, le premier ministre du gouvernement tibétain en exil affirme ceci :

« De nombreux pratiquants de Shougdèn deviennent des terroristes, capables de tuer n'importe qui. Ils sont prêts à battre n'importe qui, c'est devenu très clair que ceux qui vénèrent Dordjé Shougdèn sont très proches du pouvoir de la république populaire de Chine. »

Toujours selon cette chaîne d'information : 

« Aucun adepte de Shougdèn n'a jamais été accusé de terrorisme ou questionné à ce sujet, et pourtant les moines qui continuent à pratiquer le culte de Shougdèn demeurent victimes de dénonciation pour traîtrise. »

### Le triple meurtre de Dharamsala
Le 4 février 1997, à Dharamsala, furent assassinés Lobsang Gyatso, ami proche et conseiller du dalaï-lama, fondateur et directeur de l'Institut de dialectique bouddhiste, et deux de ses élèves. Dans une dépêche publiée 2 jours plus tard par l'AFP, Tsewang Choegyal Tethong, responsable du bureau du dalaï-lama à New Delhi, déclara que la police locale enquêtait et que relier le meurtre à un autre groupe (tibétain) était pure spéculation.
Cette affirmation devait être contredite par deux anciens disciples allemands, Herbert et Mariana Roettgen, dans un livre publié sous les pseudonymes de « Victor Trimondi et Victoria Trimondi » : les partisans du dalaï-lama auraient attribué ces meurtres aux fidèles de Dordjé Shougdèn quelques jours après les faits :

« Lobsang Gyatso passait pour un ami privilégié du dalaï-lama ainsi qu'un opposant marqué de la secte Shougdèn. Quelques jours après l'assassinat, un communiqué de presse émanant du gouvernement en exil fit le tour du monde, dans lequel les adeptes de Dordjé Shougdèn étaient désignés comme étant à coup sûr les auteurs du meurtre. On parla d'aveux et d'arrestations. Cette opinion reste répandue dans le grand public encore aujourd'hui. […] Il y a des affirmations de pratiquants de Shougdèn disant que l’entourage du dalaï-lama a essayé de faire porter la culpabilité sur eux afin de les bâillonner et les marginaliser. »

Un article publié le 5 mai 1997 par l'hebdomadaire américain Newsweek, tout en mentionnant au départ la conviction qu'a la police indienne de l'implication des adeptes de Shougdèn, exonère en définitive ces derniers, rapportant que « les cinq fidèles de Shougdèn interrogés l'hiver (précédent) ne sont pas des meurtriers présumés mais pourraient bien être les témoins d'un complot savamment ourdi ». […] Le journaliste précise que « nul n'a vu les assaillants entrer dans la chambre du monastère ni en sortir. Il n'y a donc jusqu'ici aucune preuve que les adeptes de Shougdèn soient derrière ces homicide».
Dans un de ses discours Helmut Gassner évoque une piste interne:

« Le directeur de l'École de dialectique était réputé pour ses écrits calomnieux, y traînant dans la boue toute déviation, même minime, de la ligne instaurée par le Gouvernement en exil : les maîtres de renom, les grandes universités monastiques et même la guérilla tibétaine étaient dans son collimateur. […] Étant donné le caractère des attaques en règle et des humiliations infligées à la guérilla tibétaine dans les années antérieures, on aurait pu supposer que la recherche du coupable finisse par remonter jusqu'à celle-ci. Mais, de toute évidence, cela ne fut pas le cas. »

La journaliste française Ursula Gauthier, dans un article du Nouvel Observateur daté d'août 2000, évoque pour sa part une piste externe : « Les assassins auraient trouvé refuge au Tibet »,
L'écrivain Gilles van Grasdorff évoque d'autres suspects dans son livre L'Histoire secrète des Dalaï-Lamas (2009).

« Côté tibétain, le ton monte. Aujourd'hui encore on accuse - sans preuve formelle - les dzogenpas[Quoi ?], installés depuis 1962, dans l'Himachal Pradesh. Leur querelle avec les Bonnets Jaunes remonte au temps originels du bouddhisme tibétain. [...] Lesdzogchenpas[Quoi ?], souvenons-nous, se sont toujours opposés aux dalaï-lamas, à leur politique et à leur gouvernement. Fondamentaliste, ces intégristes soutiennent le onzième Panchèn-Lama que Pékin a supplanté à Guendun Choekyi Nyima. »

Dans son livre Une Grande Imposture, la Western Shugden Society évoque également d'autres pistes :

« La Lettre de la canine de mangouste mentionne d’autres problèmes, entre autres que le gouvernement tibétain introduisit la division entre les combattants de la guérilla tibétaine dans le Mustang, ce qui conduisit finalement à leur destruction. La lettre mentionne également le rôle joué par le frère du Dalaï-Lama, Gyalo Dondrub, dans le trafic d’armes réalisé par des Tibétains en exil entre Taïwan, le Pakistan et la Birmanie. Losang Gyatso, lama principal parmi les trois moines assassinés à Dharamsala en février 1997, venait juste de rentrer de Taïwan, transportant une très grande somme d’argent en liquide provenant d’une telle vente d’armes. Cet argent serait un motif des meurtres. »

Dix ans après les faits, en juin 2007, Interpol, à la demande de la police indienne, a émis un avis de recherche international concernant deux citoyens chinois, Lobsang Chodak et Tenzin Chozin, qui pourraient être impliqués dans le meurtre,.

## Manifestations jusqu'en 2015 « pour la liberté de culte »

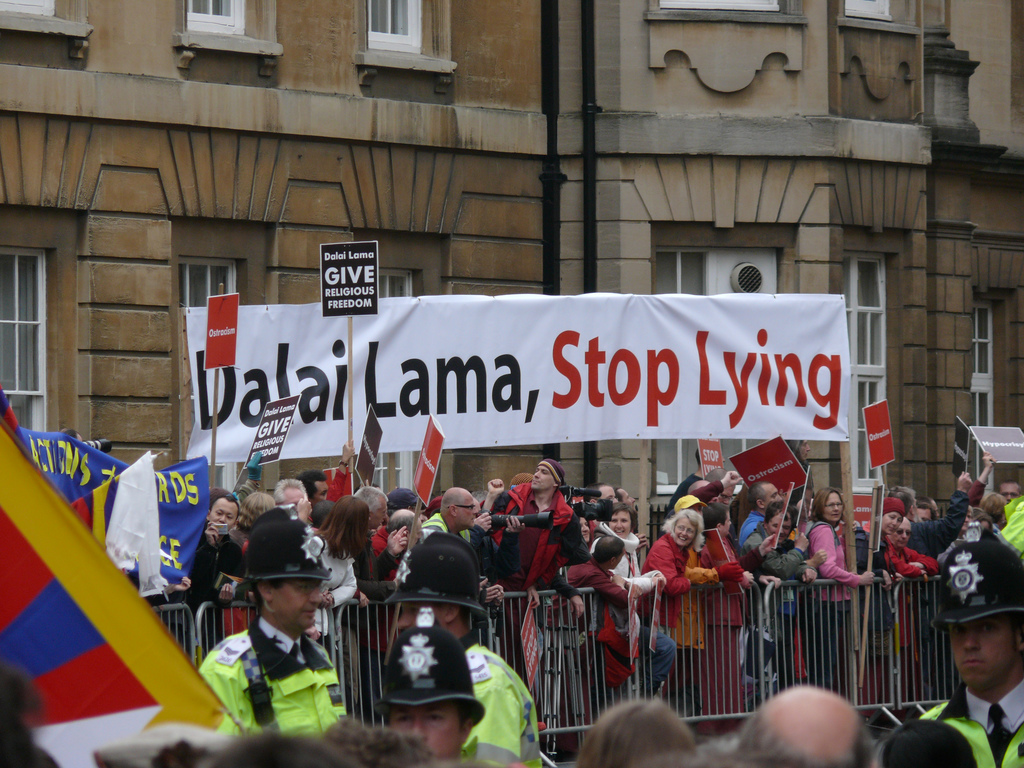
Manifestation à Oxford avec des manifestants des deux bords (drapeau du gouvernement tibétain en exil à gauche).

Des bouddhistes européens et tibétains pratiquants de Dordjé Shougdèn ont manifesté durant l'été 2008 aux États-Unis, en France, Angleterre, Allemagne, Australie pour revendiquer la liberté de pratiquer le culte de Dordjé Shougdèn. Ils dénoncent un apartheid religieux et demandent au dalaï-lama d'arrêter les mensonges, l'hypocrisie et l'ostracisme,,.
La Western Shugden Society avait averti le dalaï-lama et le gouvernement tibétain en exil que des manifestations auraient lieu dans le monde entier si l'expulsion de six moines du monastère de Ganden dans le sud de l'Inde n'était pas annulée.
Ainsi, en Grande-Bretagne, environ 1 000 membres de la WSS, criant « Dalai Lama, stop lying! » ou « Dalai Lama, give religious freedom! » (« Dalaï-lama, cesse de mentir ! » ou « Dalaï-Lama, accorde la liberté de culte ! »), protestèrent le 30 mai 2008 à Oxford devant le Sheldonian Theatre où le dalaï-lama était venu faire une conférence. Nombre d'entre eux avaient déjà manifesté à Londres et à Nottingham précédemment à l'occasion des déplacements du dirigeant bouddhiste.
De même, aux États-Unis, en avril 2008, une centaine de membres de la WSS, principalement non tibétains mais aussi, pour quelques-uns, tibétains, avaient manifesté à l'Université de Colgate à Madison dans l'État de New York.
Également, à Sydney en Australie, des membres de la WSS, nombre d'entre eux moines et nonnes bouddhistes, protestèrent le 11 juin 2008, devant le Parc olympique, contre le dalaï-lama, venu prodiguer un enseignement sur la méditation.
En février 2014, lors de son séjour aux États-Unis, Tenzin Gyatso a été accueilli à San Francisco par des douzaines de moines et nonnes shougdénistes aux cris de « Dalaï-lama, accorde-nous la liberté de religion ». À la suite de ces manifestations aux États-Unis et d'autres en Norvège, les communautés tibétaines aux États-Unis et au Canada ont condamné ce qu'elles considèrent être de la « diffamation ». L'écrivain indépendantiste Jamyang Norbu, pourtant critique du dalaï-lama, a qualifié d’inacceptable la tentative d'humilier publiquement le dalaï-lama à San Francisco, s'inquiétant pour sa sécurité. Le premier ministre tibétain Lobsang Sangay, l'Administration centrale tibétaine et le Tibetan Youth Congress ont qualifié les allégations shougdénistes de « sans fondement »,. De même, l'Association allemande des ordres bouddhistes (DBO) déclara se dissocier formellement de ces manifestations de par le monde.
L'administration centrale tibétaine a publié sur son site web, le 22 mai 2014, le nom, l’origine et la photo de 20 Tibétains ayant pris part à ces manifestations, puis, le 30 mai 2014, une liste supplémentaire de 14 autres protestataires tibétains,.
Selon Lama Tseta, un ancien dirigeant du mouvement shugden, la Chine organise des manifestations de ce mouvement visant le dalaï-lama. En décembre 2015, une enquête de Reuters affirma que les manifestations de la secte religieuse sont soutenues secrètement par le Parti communiste chinois.
Le groupe bouddhiste shugden menant une campagne mondiale de harcèlement contre le dalaï-lama a appelé à cesser ses manifestations en décembre 2015 et annonça sa dissolution en mars 2016.